# Alfa Reticuli
Alfa Reticuli (α Reticuli, förkortat Alfa Ret, α Ret) som är stjärnans Bayerbeteckning, är en ensam stjärna belägen i den mellersta delen av stjärnbilden Rombiska nätet. Den har en skenbar magnitud på 3,32 och är synlig för blotta ögat. Den ses bäst från södra halvklotet och är lätt synlig endast nedanför Kräftans vändkrets. Baserat på parallaxmätning inom Hipparcosuppdraget på ca 20,2 mas, beräknas den befinna sig på ett avstånd på ca 162 ljusår (ca 50 parsek) från solen.

## Egenskaper
Alfa Reticuli är en gul till vit jättestjärna av spektralklass G8 II-III, som anger att den visar egenskaper hos både en jättestjärna och en ljusstark jätte. Den har en massa som är ca 3,1 gånger större än solens massa, en radie som är ca 13 större än solens och utsänder från dess fotosfär ca 240 gånger mera energi än solen vid en effektiv temperatur på ca 5 200 K. Röntgenstrålning med en uppskattad styrka på 3 × 1029 erg/s har detekterats från stjärnan. 
Alfa Reticuli har en visuell följeslagare av 12:e magnituden, CCDM J04144-6228B, separerad med 48 bågsekunder vid en positionsvinkel på 355°. Eftersom de två stjärnorna har en gemensam rörelse genom rymden, är det möjligt att Alfa Reticuli, istället för att vara ensam, kan vara den primära delen av en dubbelstjärna med en omloppstid på minst 60 000 år.